# Apsilus
Apsilus – rodzaj ryb z rodziny lucjanowatych (Lutjanidae).

## Klasyfikacja
Gatunki zaliczane do tego rodzaju:
- Apsilus dentatus
- Apsilus fuscus – brążel[3]